# رينيه باوتشر
رينيه باوتشر (بالفرنسية: Boucher-René)‏ هو سياسي فرنسي، ولد في 15 ديسمبر 1730 في سن جرمن آن له في فرنسا، وتوفي في 1811 في باريس في فرنسا. انتخب رئيس بلدية ‏.